# Ladislav Josef Filip Pavel Sawerthal

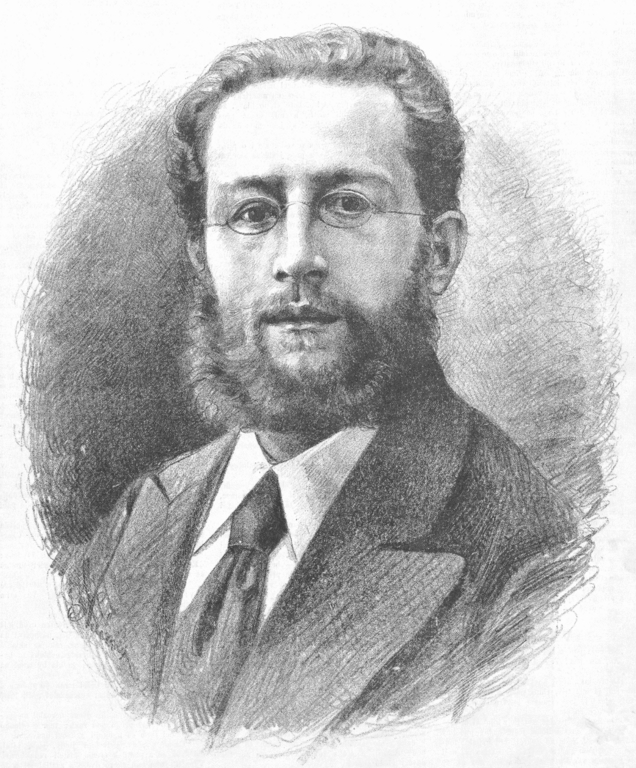
Ladislav Sawerthal

Ladislav Josef Filip Pavel Sawerthal (voornaam ook wel: Ladislao Joseph Philip Paul en achternaam ook wel: Saverthal, Zaverthal, Zavrtal en Zavrthal) (Milaan, 29 september 1849 – Cadenabbia, 29 januari 1942) was een Italiaans-Tsjechisch componist, dirigent en violist. Hij is de zoon van de Boheemse componist en militaire kapelmeester Václav Hugo Sawerthal en de Italiaanse operazangeres Carlotta Maironi da Ponte.

## Levensloop
Sawerthal kreeg zijn eerste muzieklessen van zijn ouders en studeerde aansluitend aan het Conservatorio di San Pietro a Majella di Napoli in Napels onder andere viool bij Francesco Paolo Tosti. Na werkzaamheden in de orkesten van zijn vader in Treviso en Modena in de jaren 1869 en 1870 ging hij 1871 als dirigent aan het theater van Milaan. In 1872 vertrok hij naar Schotland, waar hij tot 1881 als muziekleraar en dirigent van verschillende harmonieorkesten in Glasgow werkte.
In 1877 werkte hij ook met de bekende Duitse dirigent Hans von Bülow samen. Tijdens zijn dienstjaren als militaire kapelmeester van de Royal Artillery Band in Woolwich (1881-1906) bracht hij zich intensief in het Londense muziekleven in en was van 1895 tot 1905 artistiek directeur van de zondagconcerten in de Royal Albert Hall. In 1906 ging hij met pensioen en ook weer naar Italië terug.
Hij werd onderscheiden als Cavaliere della Corona d’Italia en kreeg naast deze onderscheiding ook prijzen en ordes in Italië, Engeland, Griekenland, Turkije en Servië.

## Composities

### Werken voor orkest
- 2 symfonieën

### Muziektheater

#### Opera's
| Voltooid in | titel | aktes   | première                                                           | libretto                                        |
| ----------- | --- | ------- | ------------------------------------------------------------------ | ----------------------------------------------- |
| 1870        | Tita; rev. als: Adriana ovvero Il burattino die Venezia; in samenwerking met zijn vader: Václav Hugo Sawerthal | 3 aktes | 29 mei 1870, Treviso, Teatro Garibaldi                             | G. Pasetti; rev. G. Pasetti en Angelo Zanardini |
| 1871        | Il tre perucchi                                                                                                | 5 aktes | 1871, Milaan, Teatro Milanese                                      | Cletto Arrighi                                  |
| 1872        | La sura palmira sposa                                                                                          | 5 aktes | 1872, Milaan, Teatro Milanese                                      | Cletto Arrighi                                  |
| 1872-1873   | Una notte a Firenze (Tsjechisch): Noc ve Florenci                                                              | 4 aktes | 20 maart 1880, Praag, Královské Zemské Divadlo                     | Stefano Interdonato                             |
| 1882-1883   | Mirra | 4 aktes | 7 november 1886, Praag, Královské Zemské Divadlo (Nationaltheater) | Stefano Interdonato                             |

#### Operettes
| Voltooid in | titel                                      | aktes  | première                                                         | libretto                                        |
| ----------- | ------------------------------------------ | ------ | ---------------------------------------------------------------- | ----------------------------------------------- |
| 1883        | A Lesson in Magic; rev. als: Love's magic; | 1 akte | 27 april 1883, Woolwich; rev. versie: 18 februari 1890, Woolwich | T. M. Watson; rev. versie: Julian R. J. Jocelyn |